# 丁烯
丁烯是四个化学式为C
4H
8的异构体的总称，它們主要是無色氣體，來源是從原油提煉。这四个异构体都含有四个碳原子和一个双键。下表中列出了它们的IUPAC命名与常用名：
| IUPAC命名  | 常用名    |
| 1-丁烯     | 正丁烯    |
| 順-2-丁烯  | 順-2-丁烯 |
| 反-2-丁烯  | 反-2-丁烯 |
| 2-甲基丙烯 | 异丁烯    |

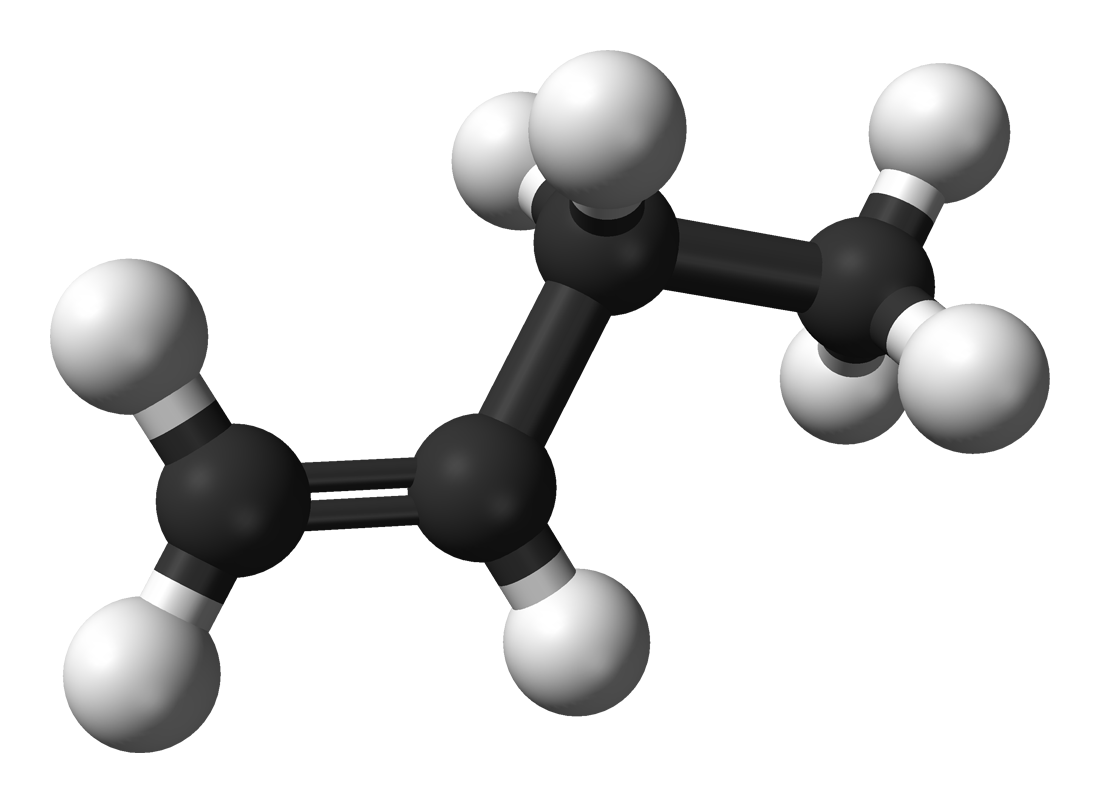
1-丁烯
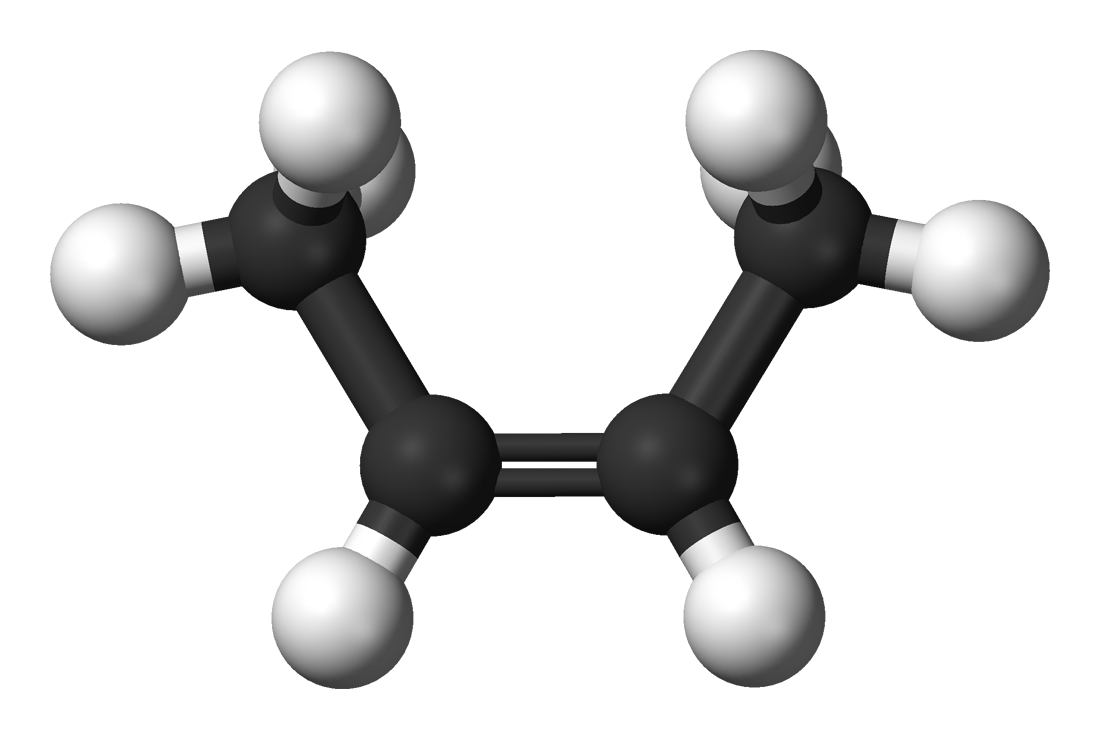
順-2-丁烯
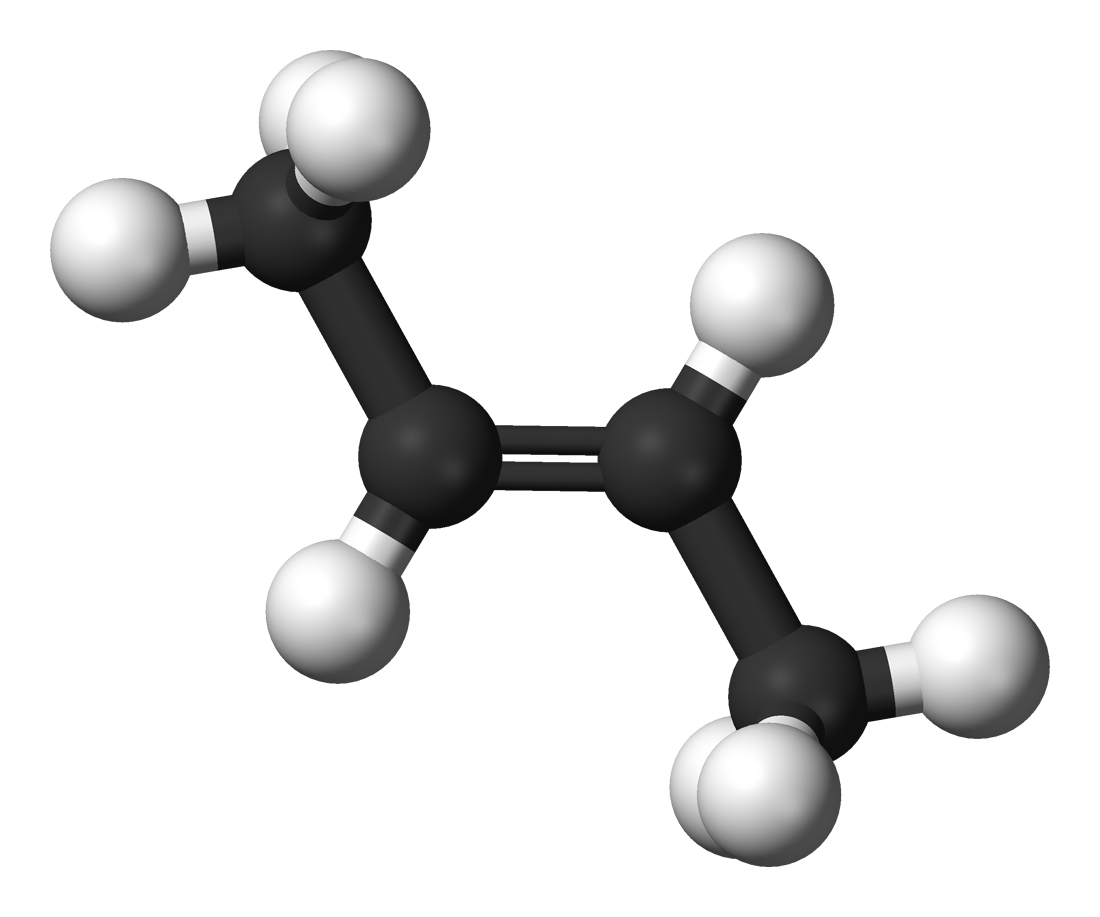
反-2-丁烯
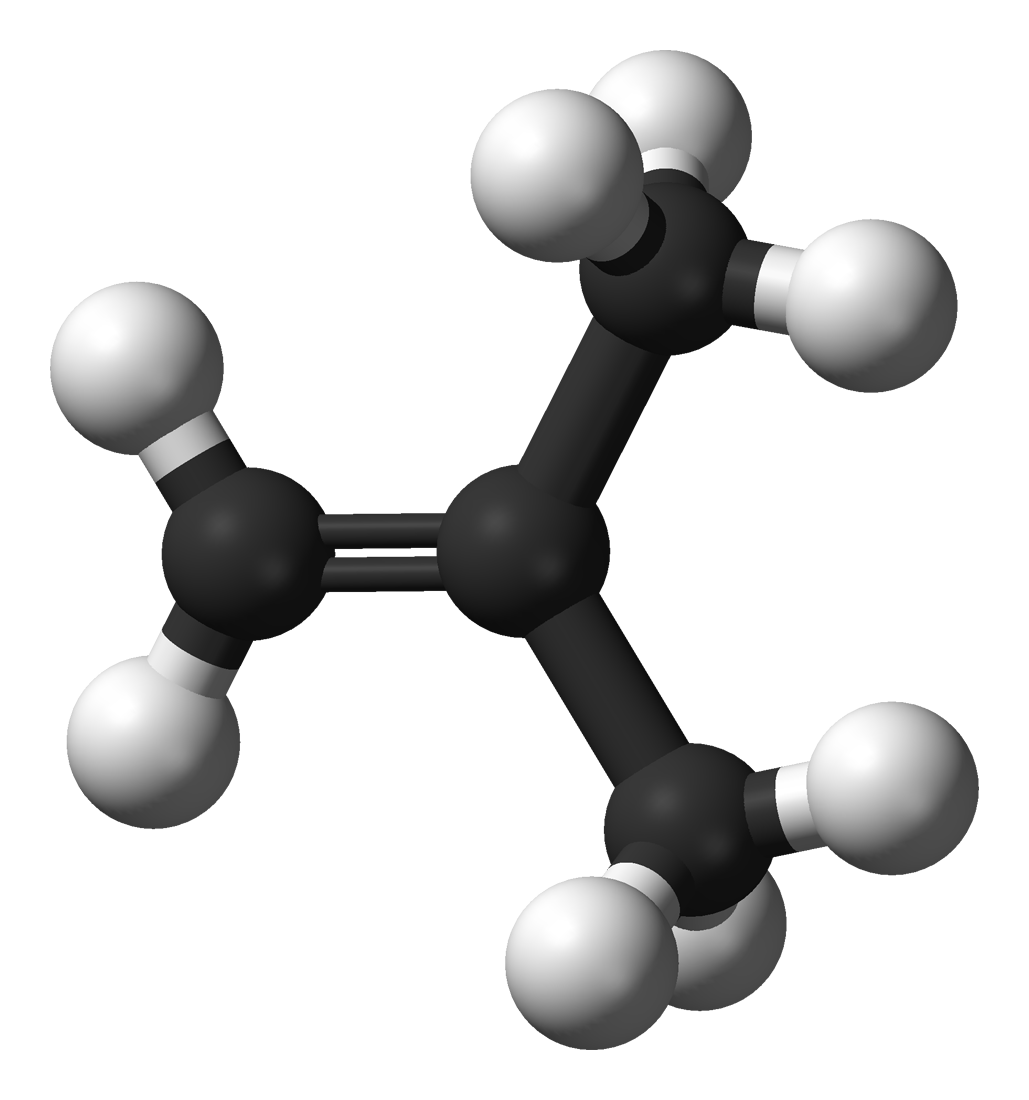
2-甲基丙烯